# Großsteingräber bei Hasenthal
Die Großsteingräber bei Hasenthal waren ursprünglich wohl sechs megalithische Grabanlagen der jungsteinzeitlichen Nordgruppe der Trichterbecherkultur bei Hasenthal, einem Ortsteil der Gemeinde Geesthacht im Kreis Herzogtum Lauenburg in Schleswig-Holstein. Von diesen sind heute noch vier in Resten erhalten und als Bodendenkmale geschützt.

## Lage
Die vier erhaltenen Gräber mit den Nummern Hasenthal LA 29, 30, 34 und 35 liegen nahe beieinander in einem Waldstück westlich von Hasenthal. Die Gräber LA 29 und 30 liegen auf erhöhtem Gelände, die Gräber LA 34 und 35 in einer leichten Senke. In der näheren Umgebung befinden sich mehrere Grabhügel.

## Forschungsgeschichte
Das Grab LA 30 wurde 1892 von W. Andresen erstmals dokumentiert. Im Herbst 1937 führte Ernst-Walter Bötel in Hasenthal eine Flurbegehung durch und entdeckte dabei die Überreste der zerstörten Gräber LA 8 und 9. Karl Kersten publizierte alle sechs bekannten Großsteingräber aus Hasenthal in seiner 1951 erschienenen Monografie zu den vor- und frühgeschichtlichen Denkmälern des Kreises Herzogtum Lauenburg. Ernst Sprockhoff erwähnte in seinem 1966 erschienenen Atlas der Megalithgräber Deutschlands mit Verweis auf Kersten die Gräber LA 29, 30, 34 und 35, führte sie jedoch als zerstört. Die Gräber LA 8 und LA 9 ließ Sprockhoff aus nicht näher genannten Gründen unberücksichtigt.
| Landesaufnahme | Denkmal-ID           |
| -------------- | -------------------- |
| 8              | –                    |
| 9              | –                    |
| 29             | aKD-ALSH-Nr. 000 647 |
| 30             | aKD-ALSH-Nr. 000 648 |
| 34             | aKD-ALSH-Nr. 000 652 |
| 35             | aKD-ALSH-Nr. 000 653 |

## Beschreibung

### Grab LA 8
Durch eine helle, rundliche Verfärbung zeichnete sich hier die abgetragene Hügelschüttung einer zerstörten Grabanlage ab. Ihr Durchmesser betrug 11 m. Durch Funde von verbranntem Feuerstein und zerschlagenen Granitbrocken ist es wahrscheinlich, dass es sich um Reste eines Großsteingrabs handelt.

### Grab LA 9
Diese Anlage zeichnete sich 1937 nur noch als flache Kuppe im Gelände ab. Ihr Durchmesser betrug 16 m und die erhaltene Höhe 0,35 m. Die Ränder waren sehr verwaschen. Auf der Oberfläche wurden verbrannter Feuerstein und zerschlagene Granitbrocken gefunden. Es dürfte sich daher um die Reste eines Großsteingrabs handeln.

### Grab LA 29
Diese Anlage besitzt ein langgestrecktes, nordwest-südöstlich orientiertes Hünenbett mit einer Länge von 94 m und einer Breite zwischen 11 m und 15 m. Es ist unregelmäßig geformt; die nordwestliche Schmalseite ist abgerundet, die Langseiten verlaufen annähernd parallel und das südöstliche Ende ist stark verbreitert. Die Hügelschüttung wird am nordwestlichen Ende von einer Schneise und in der Mitte von einem Waldweg geschnitten. Von einer möglichen steinernen Umfassung sind keine Reste mehr erkennbar. Am südwestlichen Ende befindet sich die zerstörte Grabkammer. Sie zeichnet sich als tiefe Grube ab, in der noch ein einzelner Wandstein sowie zahlreiche zerschlagene Gesteinsbrocken liegen. Die ursprünglichen Maße und der Typ der Kammer lassen sich nicht mehr rekonstruieren.

### Grab LA 30
Diese Anlage besitzt ein langgestrecktes, westnordwest-ostsüdöstlich orientiertes Hünenbett mit einer Länge von 46 m und einer Breite von 12 m. Die erhaltene Höhe der Hügelschüttung beträgt im Westen 0,45 m, in der Mitte 0,7 m und im Osten 0,3 m. Die Schmalseiten des Hügels sind abgerundet, die Langseiten verlaufen annähernd parallel zueinander. Am Ostende wird die Hügelschüttung von einem Waldweg geschnitten. Von einer möglichen steinernen Umfassung sind keine Reste mehr erkennbar. Laut Andresen ragte aus dem Hügel ein großer Granitblock hervor, der 1886 entfernt worden war. Wahrscheinlich gehörte er zu einer jetzt zerstörten Grabkammer. Bötel fand 1937 verbrannten Feuerstein und zerschlagene Gesteinsbrocken – weitere Anzeichen einer zerstörten Kammer.
Bei der Entfernung des Granikblocks wurde ein dicknackiges Feuersteinbeil gefunden. Andresen fand zudem auf der Oberfläche des Hügels eine tiefstichverzierte Keramikscherbe.

### Grab LA 34
Diese Anlage besitzt ein langgestrecktes, nordwest-südöstlich orientiertes Hünenbett mit einer Länge von 57 m und einer Breite von 12 m. Die erhaltene Höhe der Hügelschüttung beträgt im Nordwesten 0,65 m, in der Mitte 0,5 m und im Südosten 0,45 m. Die Schmalseiten des Hügels sind abgerundet, die Langseiten verlaufen parallel zueinander und setzen sich klar von der Umgebung ab. Von einer möglichen steinernen Umfassung sowie von einer Grabkammer sind keine Reste mehr erkennbar.

### Grab LA 35
Diese Anlage besitzt ein langgestrecktes, nordwest-südöstlich orientiertes Hünenbett mit einer Länge von 58 m und einer Breite von 12 m. Die erhaltene Höhe der Hügelschüttung beträgt im Nordwesten 0,35 m, in der Mitte 0,6 m und im Südosten 0,6 m. Die Schmalseiten des Hügels sind abgerundet, die Langseiten verlaufen parallel zueinander und setzen sich klar von der Umgebung ab. Von einer möglichen steinernen Umfassung sowie von einer Grabkammer sind keine Reste mehr erkennbar.